# Coelachyrum
Coelachyrum là một chi thực vật có hoa trong họ Hòa thảo (Poaceae).

## Loài
Chi Coelachyrum gồm các loài: